# Bia Võ Cạnh
Bia Võ Cạnh là tấm bia cổ nhất được tìm thấy của Vương quốc Chăm Pa, đồng thời cùng là tấm bia cổ nhất ở Việt Nam và một trong những tấm bia cổ nhất Đông Nam Á. Tấm bia được Thủ tướng Chính phủ công nhận là bảo vật quốc gia trong đợt thứ hai năm 2013.

## Văn tự trên bia

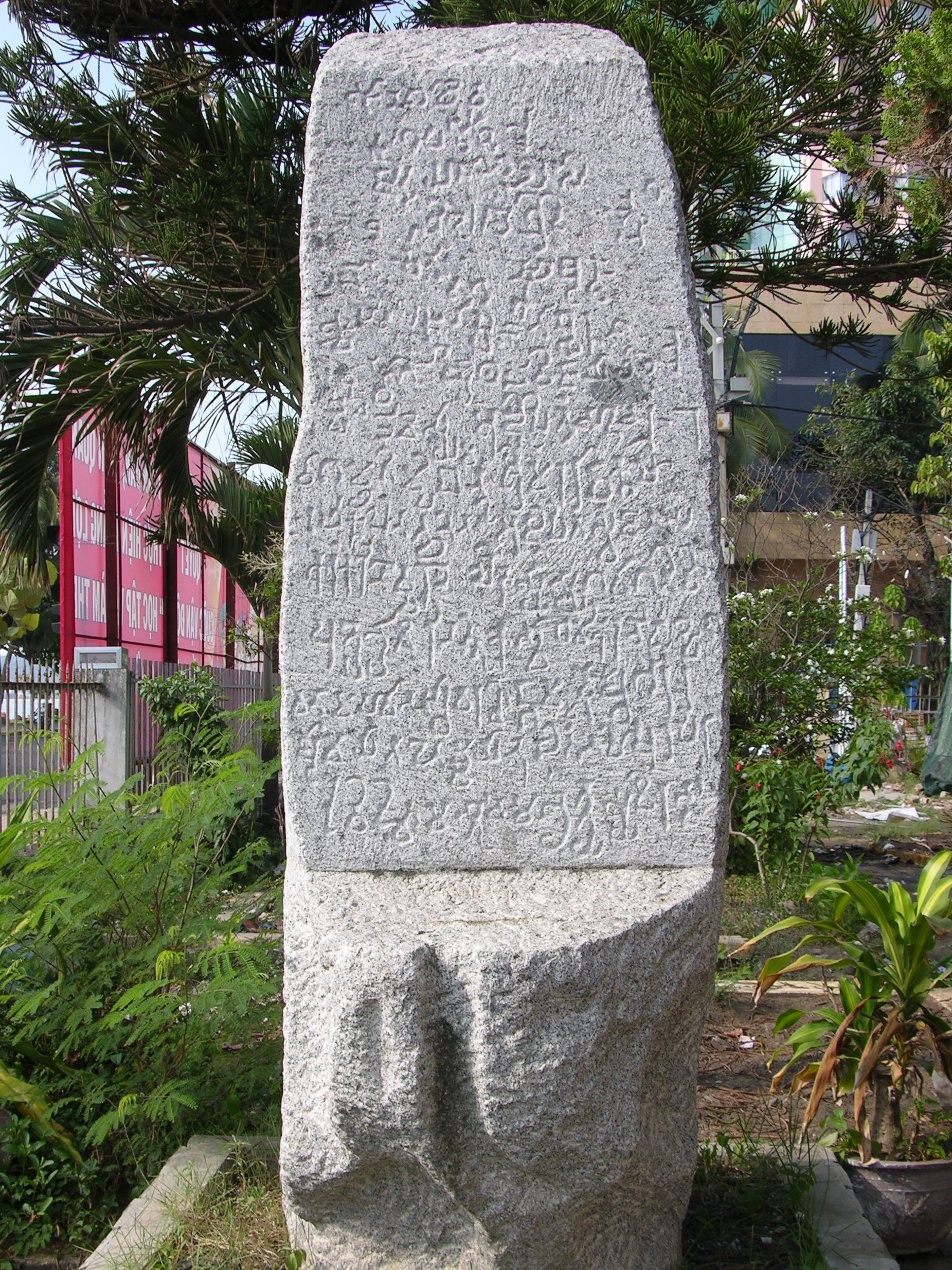
Bản sao bia Võ Cạnh đặt tại Bảo tàng Khánh Hòa